# ウッドペッカー (フォークグループ)
ウッドペッカー（Woodpecker）は、日本のフォークグループ。

## メンバー
- 谷田部進（ギター、ボーカル） 1951年1月10日生まれ。元ポニーズ
- 田中章 （ギター、ボーカル）のちに藤本と結婚。
- 川上真紀子 （ボーカル）
- 藤本房子 （ボーカル）

## 来歴
元グループ・サウンズのポニーズに在籍していた谷田部が、高校時代に女性三人でフォークグループを組んでいた川上と藤本、さらに谷田部の高校の後輩の田中を誘い結成。
1970年にCBSソニーからデビュー。初期のオールナイトフジに出演。また堺正章のコンサートのバックコーラスなどもつとめた。シングル5枚とLP1枚をリリースして解散。
藤本は主にコマーシャルソングの歌手として活動、現在に至る。
なお、1970年公開の東宝映画「学園祭の夜 甘い経験」（監督／堀川弘通、出演／鳥居恵子・立花直樹・内田善郎）にウッドペッカーとして出演、「潮騒のサンバ」を歌うシーンがある。

## ディスコグラフィー

### シングル
- 涙のない国へ行こう／潮騒のサンバ（CBSソニー / SONA86115） 1970年
- おもかげ／青春のかがやき（CBSソニー / SONA86178） 1971年
CD化：V.A.「アイドル?ミラクルバイブルシリーズ 6970 Girls[1]」に収録。2015年12月21日/ソニー・ミュージックダイレクト DYCL-583 完全予約受注生産商品
- 恋はワキ・ワキ／夕ぐれの渚（DENON / CD-126） 1971年7月 B面は谷田部が在籍したGS、ポニーズのカバー。
- 大地の花嫁／消えた友に（DENON / CD-135） 1972年3月
- 俺のせいではないさ／君の故郷へ行こう（DENON / CD-167） 1972年9月

### アルバム
- 俺のせいではないさ（DENON / CD-5040）1972年9月25日
  1. 君の故郷へ行こう
  2. ハロー・グリーン
  3. 俺のせいではないさ
  4. 風吹く街
  5. 愛の幻想
  6. 大地の花嫁
  7. プリーチャー・マン（英語詞）ダスティ・スプリングフィールドのカバー。
  8. ベイビー・イッツ・ユー（英語詞）シレルズのカバー。バート・バカラック作曲
  9. ウォーク・オン・バイ（英語詞）ディオンヌ・ワーウィックのカバー。バート・バカラック作曲
  10. タイム・アンド・ラブ（英語詞）ローラ・ニーロのカバー。
  11. ストーンド・ソウル・ピクニック（英語詞）ローラ・ニーロのカバー。
  12. デイ・アフター・デイ（英語詞）バッドフィンガーのカバー。

CD化：2014年7月23日/ディスクユニオン DSKA-13 アルバム未収録のDENON音源5曲をボーナストラックで収録。

### オムニバス
- 北山修の世界 （DENON / CD-4035）1971年（2曲収録「戦争を知らない子供たち」,「あの素晴らしい愛をもう一度」）
CD化：2014年7月23日/ディスクユニオン DSKA-13 上記のボーナストラックで収録。